# Kazgan
Kazghan ou Qazghân, a été l'émir du groupe tribal Karaunas de 1345 à 1358 et le grand chef de l'ulus djaghataïde entre 1346 et 1358. 
La généalogie de Kazghan n'est pas connue ; il est possible qu'il soit devenu chef du vaste groupe tribal des Karaunas par simple nomination à la suite d'un héritage 
En 1345 il se révolta contre le khan djaghataïde Qazan, mais fut défait. L'année suivante, il repartit au combat contre le khan et cette fois-ci le tua. La mort de Qazan signifia la fin de la domination mongole dans l'ulus djaghataïde, en effet les khans suivants ne furent que des « khans fantoches », des marionnettes aux mains des puissants de la région, afin de maintenir une légitimité gengis-khanide. Kazghan se contenta de son titre d'émir et se fit « faiseur de khans » en nommant à la suite l'ögödeide Dânich-mendiya (1346-1348), puis le tchagataï Bayan Quli (1348-1358 ).
Durant les douze années de son règne, il rétablit un pouvoir fort dans tout l'ulus Djaghataïde, bien que sa zone réelle d'influence fût surtout localisée en Transoxiane. Comme les nombreux hommes de pouvoir nomades avant lui dans cette région d'Asie Centrale, il fit plusieurs incursions dans le Nord du sous-continent indien. Il envoya notamment plusieurs milliers de soldats pour aider le sultan de Delhi, Muhammad bin Tughluq, contre des rebelles de son pays en 1350/1351. À la suite de plaintes des tribus Arlat et tribus Arpardi, membres de l'ulus, à propos de raids menés par la Kert de Mu'izzu'd - Din, Kazghan coordonna une expédition punitive avec la plupart des tribus de la partie sud de l'ulus . La coalition marcha sur Hérat et rassembla un grand butin. 
L'émir Kazghan refusa au fils de Boroldaï (qui fut émir des Karaunas avant lui) le tümen de son père et celui-ci finit donc par l'assassiner. Il fut remplacé à la tête dus Karaunas par son fils, Mirzâ Abdallâh (en).